# توورک

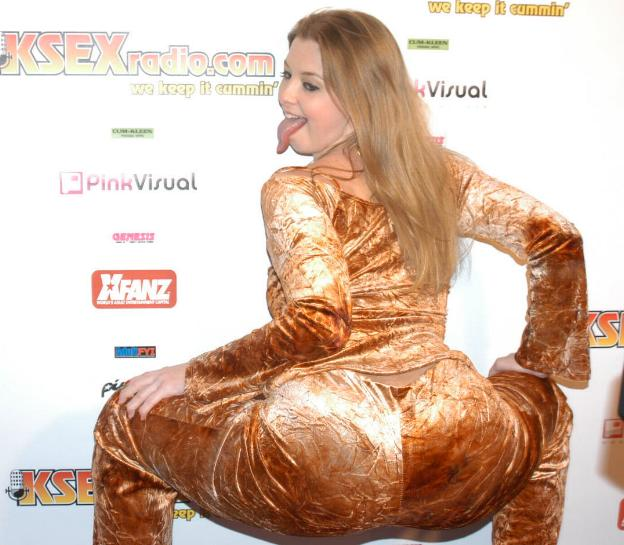
یک زن در حال رقص کون توورک در سال ۲۰۰۶

توورکینگ (به انگلیسی: Twerking/ˈtwɜ:rkɪŋ/؛ احتمالاً از "to work") تورک یا رقص باسن یا کف زدن باسن، گونه‌ای رقص است که در آن رقصنده با انجام حرکت‌های سریعی نشیمن‌گاه خود را به بالا و پایین حرکت می‌دهد در حالی که اندکی قوز کرده به گونه‌ای که از نظر جنسی جذاب باشد.
توورکینگ و رقص باسن دختران پاوگ (به انگلیسی: PAWG: به معنی دختر سفیدپوست باسن‌بزرگ) به سرعت در دهه‌های اخیر به واسطه گسترش در شبکه‌های اجتماعی چون یوتیوب و تیک‌تاک آوازه یافت و محبوب شد.

## پیشینه
این گونه رقص از صحنه موسیقی پرش نیواورلئان در اواخر دهه ۱۹۸۰، بیرون آمد. اجراکننده‌ها که عمدتاً اما نه منحصراً توسط زنان اجرا می‌شوند، با موسیقی محبوب به شیوه‌ای تحریک‌آمیز جنسی می‌رقصند که شامل پرتاب کردن یا فشار دادن باسن به عقب یا تکان دادن باسن، اغلب در حالت چمباتمه زدن است. تورکینگ بخشی از مجموعه بزرگتر حرکات مشخصه منحصر به فرد سبک هیپ هاپ نیواورلئان است که به عنوان «جهش» شناخته می‌شود. حرکات شامل «اختلاط»، «ورزش کردن»، «خم شدن»، «فشار شانه»، «کف زدن»، «کف زدن باسن»، «پاپین»، و «چوب وحشی» - همه به عنوان تکان دادن یا پرش باسن شناخته می‌شوند. تورکینگ تنها یک حرکت رقص در جهش است.
توورکینگ همچنین در ویدیوی «Bootylicious» از دستینیز چایلد در سال ۲۰۰۱، در ویدیوی مجنون عشق اثر بیانسه در سال ۲۰۰۳ و در ویدیوی اونطور کونی اثر امینم در سال ۲۰۰۵ دیده می‌شود.
مایلی سایرس در مراسم جایزه ام‌تی‌وی ۲۰۱۳ در هنگام اجرای آهنگی همراه با رابین تیک حرکت قر سربالا را انجام داد که انتقادهایی به همراه داشت.

### فرهنگ پاوگ
توورکینگ و رقص باسن دختران پاوگ (به انگلیسی: PAWG: به معنی دختر سفیدپوست باسن‌بزرگ) به سرعت در دهه‌های اخیر به واسطه گسترش در شبکه‌های اجتماعی چون یوتیوب و تیک‌تاک آوازه یافت و محبوب شد.

## واژه‌شناسی
در زبان انگلیسی به آن Twerking می‌گویند. فرهنگ انگلیسی آکسفورد در سال ۲۰۱۳، فعل Twerk را وارد واژه‌نامهٔ خود کرد.

## رقص توورک
در سال ۱۹۹۰، معرفی موسیقی بانس به صحنهٔ موسیقی نیواورلئان، رقص توورکینگ یا توورک را به همراه آورد. در سال ۱۹۹۲، خواننده پانامایی رناتو ویدئو کلیپی به نام «ال ماس سنسوال» (شهوانی‌ترین) ضبط کرد که یک آهنگ رگی با رقص تورکینگ بود. گسترش این پدیده رقص از راه مهمانی‌های محلی و گاهی در باشگاه‌های شبانه و استریپ‌کلاب‌ها، آغاز شد که بیشتر با موسیقی رپ جریان اصلی و تولید ویدئوهای مرتبط با برنامه‌های تلویزیونی کابلی که موسیقی رپ و آراندبی پخش می‌کردند، همراه بود. پلتفرم‌های اشتراک‌گذاری ویدئو مانند یوتیوب از زمان پیدایش رسانه‌های اجتماعی دیجیتال، علاقه به این رقص را افزایش دادند.

### ظهور در سطح ملی
تورکینگ نخست در اوایل دههٔ ۲۰۰۰ در ایالات متحده به شهرت ملی رسید، زمانی که آهنگ «Whistle While You Twurk» (۲۰۰۰) از دوئو هیپ‌هاپ جنوبی یینگ یانگ توینز در رتبه ۱۷ جدول بیلبورد هات آراندبی/هیپ‌هاپ سانگز قرار گرفت. این رقص بعدتر در آهنگ بعدی آن‌ها به نام «Say I Yi Yi» (۲۰۰۲) نیز مورد اشاره قرار گرفت، که در آن شعرهایی مانند «دست‌هاش رو زانوهاش و آرنج‌هاش رو ران‌هاشه / اون دوست داره توورک کنه و مطمئنم که خیلی باحاله» شنیده می‌شود. گروه کر آهنگ «That's Cool» از سیلک د شاکر در سال ۲۰۰۱ نیز شامل مصرعی است که می‌گوید: «کسی که خیلی خاصه / کی می‌تونه اونجوری تورک کنه». گروه آراندبی و پاپ دخترانه دستینیز چایلد، نخستین گروه دخترانه جریان اصلی آمریکایی بود که از این کلمه در آهنگ «Jumpin' Jumpin'» استفاده کرد. بیانسه نیز در آهنگ و موزیک‌ویدئوی خود در سال ۲۰۰۵ به نام «Check on It» از این واژه و رقص بهره برد. در سال ۲۰۱۳، این رقص فراتر از فرهنگ عامهٔ آفریقایی-آمریکایی به یک حس ویروسی تبدیل گشت؛ زمانی که خواننده پاپ مایلی سایرس از این رقص در ویدیویی بهره برد که نخست در فیس‌بوک و سپس در یوتیوب در ماه مارس بارگذاری شد و بعد به یک میم ویروسی در رسانه‌های اجتماعی تبدیل شد. اگرچه توورکینگ از نوامبر ۲۰۱۱ به عنوان یک جستجوی وب، شروع به ترند شدن کرد و با وجود ریشه‌هایش در فرهنگ بانس نیواورلئان در اواخر دهه ۱۹۸۰، کلمه توورک پس از حضور سایرس در جوایز وی‌ام‌ای MTV در اوت ۲۰۱۳ به دیکشنری آنلاین آکسفورد افزوده شد. این واژه در آن سال به عنوان نخستین «چیست» در جستجوی گوگل قرار گرفت، زیرا افراد خارج از این فرهنگ دربارهٔ محبوبیت این رقص کنجکاو بودند. این واژه همچنین در سال ۲۰۱۳ به عنوان یکی از نامزدهای واژهٔ سال دیکشنری آکسفورد، پس از «سلفی» قرار گرفت.